# Anolis argenteolus
Espèce
Anolis argenteolus est une espèce de sauriens de la famille des Dactyloidae.

## Répartition
Cette espèce est endémique de l'Est de Cuba.

## Publication originale
- Cope, 1861 : Notes and descriptions of anoles. Proceedings of the Academy of Natural Sciences of Philadelphia, vol. 13, p. 208-215 (texte intégral).